# Clytus trifolionotatus
Clytus trifolionotatus là một loài bọ cánh cứng trong họ Cerambycidae.